# 沖拓郎
沖 拓郎（おき たくろう、1999年1月1日 - ）は、ケイダッシュ所属の日本の俳優、モデル、テレビタレント
2023年10月より拓郎から沖拓郎に芸名を改名しケイダッシュ所属。岡山県出身。
台湾に住んでいた経験がある。
2025年1月、第2回JJモデルオーディションで編集部賞を受賞しJJモデル(J-BOY)になる。

## 人物
趣味・特技：バレーボール・水泳。

## 出演

### テレビ番組
- 猫のひたいほどワイド（2022年4月 - 、テレビ神奈川） - 猫の手も借り隊　水曜グリーン[2]（2023年3月まで）→火曜イエロー（2023年4月から2025年3月）→水曜グリーン（2025年4月から）（予定）